# Ugo Rodinò
Ugo Rodinò di Miglione (Napoli, 5 giugno 1904 – 23 novembre 1949) è stato un politico italiano.

## Biografia
Era figlio di Giulio Rodinò, fondatore con Luigi Sturzo del Partito Popolare Italiano fiero avversario del fascismo e più volte ministro. Appartenente a una famiglia di antiche origini aristocratiche; laureato in giurisprudenza, aveva seguito fin da giovanissimo il padre Giulio la cui attività politica si interruppe con l'avvento del fascismo.
Dopo il lungo periodo di forzata inattività nel 1943 partecipò alla costituzione del primo Comitato di Liberazione Nazionale Napoletano partecipando attivamente alla ricostruzione e all'organizzazione della Democrazia Cristiana.
Nel 1946 fu eletto con i fratelli Mario e Guido deputato all'Assemblea Costituente. Nel 1948 fu eletto Deputato della I legislatura e fu sottosegretario alla Difesa nel IV e V governo De Gasperi.
Colpito da una grave malattia, morì nel novembre 1949 a 45 anni, da parlamentare in carica; il suo posto a Montecitorio venne ricoperto da Luigi Rocco.